# ЭВС1/ЭВС2
ЭВС1/ЭВС2 «Сапсан» (Электропоезд высокоскоростной Сименс) — высокоскоростные поезда электрической тяги семейства Velaro, разработанные и произведённые компанией Siemens AG по заказу ОАО «РЖД» для эксплуатации в России. ЭВС1 — электропоезд постоянного тока, ЭВС2 — электропоезд двойного типа питания. Своё название поезда получили в честь птицы сапсана — самого быстрого представителя семейства соколиных.
Всего в Россию поставлено 4 электропоезда ЭВС2 (номера с 01 по 04) и 16 ЭВС1 (с 05 по 20).

## История

### Разработка
Электропоезда Siemens для России сконструированы на базе стандартной платформы Velaro, на которой были изготовлены поезда для Германии — ICE 3 (2000), Испании — Velaro E (2007), и Китая — Velaro CRH3 (2008). Для эксплуатации в России потребовалось внести ряд конструктивных изменений: тележки адаптированы для колеи 1520 мм и конструктивных особенностей верхнего строения пути, ликвидирован магниторельсовый тормоз, поезда способны работать при температуре наружного воздуха до −50 °C, применён более высокий уровень герметизации подвагонного пространства, воздухозаборники вынесены на крышу для предотвращения попадания в них мелкого снега, ширина кузова увеличена на 33 см, что связано с габаритом подвижного состава СНГ, изменена форма лобовой части головного вагона для сохранения возможности вести поезд стоя, мощность прожектора увеличена в 8 раз, система управления поездом совместима с российскими устройствами связи и СЦБ. Проектирование поезда велось группой из двухсот человек, главный конструктор — Андреас Липп.

### Сведения о постройке
Электропоезда собираются на заводе Siemens-Krefeld (Крефельд-Юрдинген). Поезда строились в две партии. Производство электропоездов первой партии было начато 20 июля 2007 года. Поезда первой партии, построенные 2008—2009 году, имеют номерной диапазон 01—08. Производство электропоездов второй партии было начато 3 декабря 2012 года. Поезда второй партии, построенные в 2013—2014 году, имеют номерной диапазон 09—16. Таким образом, с 2008 года было построено 16 электропоездов, в том числе 4 электропоезда ЭВС2, получивших номера 01—04, и 12 электропоездов ЭВС1 с номерами 05—16. Подробные сведения о постройке электропоездов приведены ниже в таблице. В 2021 году началась поставка новой партии, которая изначально предполагала поставку 13 таких электропоездов, но по состоянию на август 2022 поставлено лишь 4 электропоезда серии ЭВС1, имеющие номера 017—020. Все 13 электропоездов планировалось запустить в эксплуатацию в период 2022—2023 годов.
| 2008 | 1 | 01     | 0/1 |
| 2009 | 7 | 02—08  | 4/3 |
| 2013 | 2 | 09, 10 | 2/0 |
| 2014 | 6 | 11—16  | 6/0 |
| 2021 | 4 | 17—20  | 4/0 |

Постройка одного поезда занимает около 15 месяцев. Готовые вагоны автотранспортом перевозятся в порт Засниц-Мукран и доставляют морем в порт Усть-Луга.
18 сентября 2018 года на выставке InnoTrans-2018 компании ОАО «РЖД», «Сименс АГ» и АО "Группа «Синара» подписали соглашение о расширении парка высокоскоростных поездов ОАО «РЖД». В частности, по данному соглашению стороны были намерены в срок до 31 марта 2019 года подготовить и заключить договор о поставке ещё 11 электропоездов «Сапсан», а также новых пассажирских вагонов, часть которых планируется включить в составы всех 16 эксплуатируемых в России поездов этого семейства (для получения 11-вагонной составности). В качестве продолжения текущего сервисного договора между «Сименс АГ» и ОАО «РЖД» на той же выставке рассматривалась возможность заключения дополнительного договора.
В июне 2019 года стало известно, что ОАО «РЖД» на Петербургском международном экономическом форуме оформило заказ на 13 поездов Velaro RUS по 10 вагонов в каждом, а также на техническое обслуживание подвижного состава в течение 30 лет. Общая сумма заказа на момент оформления составила 1,1 млрд евро. Поставки должны осуществляться совместным предприятием компаний Siemens Mobility и Уральские локомотивы, входящих соответственно в фирму Siemens и АО "Группа «Синара».

### Испытания
В период с марта по ноябрь 2009 года электропоезда прошли приёмочные испытания для подтверждения соответствия требованиям технического задания, а также сертификационные испытания для подтверждения соответствия нормам безопасности. С 15 марта по 3 апреля 2009 года на Экспериментальном кольце ВНИИЖТ были проведены наладка систем электропоезда, а также предварительные испытания со скоростями движения до 120 км/ч. В апреле того же года были проведены предварительные ходовые испытания на участке Бурга — Березайка Октябрьской железной дороги с поэтапным повышением скорости движения до 275 км/ч, в ходе которых проводились измерения параметров взаимодействия поезда с объектами инфраструктуры (путь, стрелочные переводы, контактная сеть, системы сигнализации, связи), проводились контрольные торможения и настройка токоприёмников. Было проведено несколько поездок до Нижнего Новгорода, в ходе которых настраивались токоприёмники переменного тока и отрабатывался алгоритм работы систем при смене рода тока без остановки и с остановкой поезда по станции Владимир.
С целью сокращения времени проведения испытаний в них было задействовано сразу четыре электропоезда. На электропоезде ЭВС2-01 проводились динамико-прочностные, аэродинамические и тормозные испытания на полигонах Октябрьской, Московской и Горьковской железных дорогах, скоростном полигоне Белореченская — Майкоп, а также испытания по воздействию на строения пути. На электропоезде ЭВС2-02 на полигоне ЭК ВНИИЖТ, Октябрьской и Горьковской железных дорог проводились тягово-энергетические испытания, испытания электрооборудования, токосъема, защит и электромагнитной совместимости. На электропоезде ЭВС2-03 в депо Металлострой и на экспериментальном кольце проводились стационарные испытания вспомогательного оборудования, теплотехнические испытания, испытания систем управления. На электропоезде ЭВС2-04 проводились стационарные климатические испытания в климатической камере испытательного центра Арсенал (Вена). В проведении испытания принимали участие коллективы научно-исследовательских институтов ВНИИЖТ, ВНИКТИ, НИИАС, ВНИИЖГ, конструкторских бюро ПКБ ЦТ, ПКТБ ЦШ. Руководитель испытаний — ведущий научный сотрудник ВНИИЖТ Б. И. Хомяков.
2 мая 2009 года в ходе опытной поездки на участке Окуловка — Мстинский мост была достигнута скорость 280 км/ч, 6 мая был установлен абсолютный рекорд скорости движения для Российских железных дорог — 291 км/ч.
3 марта 2014 года на участке Угловка — Мстинский Мост начались испытания скоростей и режимов для сдвоенного поезда ЭВС1-09+ЭВС1-10. 17 апреля 2014 года на главном ходу Октябрьской дороги начался опытный 5000 км пробег сдвоенного поезда, в ходе которого проводятся тормозные и тягово-энергетические испытания, изучение воздействия на строения пути.

## Общие сведения

### Схема формирования поезда
Электропоезда «Сапсан» формируются из двух секций, каждая из которых включает 5 вагонов (всего 10 вагонов). Этим они отличаются от других поездов Velaro, формирующихся из двух четырёхвагонных секций (всего 8 вагонов). Первый (головной) и четвёртый вагоны являются моторными, второй, третий и пятый — прицепными. На вторых вагонах устанавливаются токоприёмники и силовое оборудование постоянного тока, на третьих у двухсистемных поездов ЭВС2 — токоприёмники и оборудование переменного тока, на пятых вагонах размещаются аккумуляторные батареи. Пятый вагон конструктивно отличается от противоположного ему шестого (пятый с противоположной стороны) расположением окон и отсутствием тамбуров, так как его салон используется в качестве бистро. Внутри первый и второй вагоны одной из секций оснащены местами первого и второго класса соответственно, остальные вагоны — местами третьего класса.
Общая компоновка поезда: ГМ+Пт3+П(Пт25)+М+ПБ+ПББ+М+П(Пт25)+Пт3+ГМ

Верхний — односистемный поезд серии ЭВС1 на постоянном токе напряжением 3 кВ (версия B1) 

Нижний — двухсистемный поезд серии ЭВС2 на постоянном токе напряжением 3 кВ и на переменном токе напряжением 25 кВ частотой 50 Гц (версия B2)
- ГПм — Головной вагон, первый класс, моторный, 23 места (в том числе 4 — в VIP-отсеке) + диван на 3 места.
- ГТм — Головной вагон, туристический (третий) класс, моторный, 51 место (в том числе 7 — в детском отсеке) + детская люлька.
- ДБ — Дроссельный, бизнес (второй) класс, прицепной, 52 места.
- ДТ — Дроссельный, туристический класс, прицепной, 66 мест.
- Т — Туристический класс, прицепной, 66 мест.
- ТТр — Туристический класс, с трансформатором для переменного тока, прицепной, 66 мест.
- Тм — Туристический класс, моторный, 66 мест,
- Та — Туристический класс, аккумуляторный, тормозные резисторы на крыше, прицепной, 60 мест.
- ТаБ — Туристический класс, аккумуляторный, тормозные резисторы на крыше, с бистро (ресторан), прицепной, 40 мест + столики у барной стойки.

### Технические характеристики
Основные параметры для электропоезда ЭВС1/ЭВС2:
- рабочая масса — 662 т (ЭВС1); 678 т (ЭВС2);
- число сидячих мест — 592;
- общая часовая мощность ТЭД — 8000 кВт;
- касательная сила тяги на ободах движущих колёс при трогании с места — до 20,5 кН (2,09 тс) на 1 моторную ось;
- скорость конструкционная — 250 км/ч;
- ускорение до 60 км/ч — 0,42…0,43 м/с2;
- тормозной путь с 250 км/ч — 3900 м;
- нагрузка на ось — 17…18 тс;
- минимальный радиус проходимых кривых — 150 м.

### Нумерация и маркировка
Электропоезда постоянного тока получили обозначение ЭВС1, а двухсистемный вариант — ЭВС2. Составы серии ЭВС2 имеют номера 01 — 04, электропоезда серии ЭВС1 имеют порядковые номера 05 — 17, нумерация сплошная. Номера составов указываются на лобовой части с обозначением серии через дефис без обозначения номера вагона (например, ЭВС2-04, ЭВС1-12).
Номера вагонов наносятся на боковые стенки сбоку от входных дверей. Боковая маркировка на вагонах принципиально отличается от общепринятой на Российских железных дорогах и осуществляется по схеме:
XXXYZZ
где XXX — код дороги приписки, Y — номер вагона (0-9, 0 кодирует 10-й вагон), ZZ — номер электропоезда. Например, код 001001 будет иметь 10-й вагон электропоезда ЭВС2-01.

## Конструкция

### Механическое оборудование

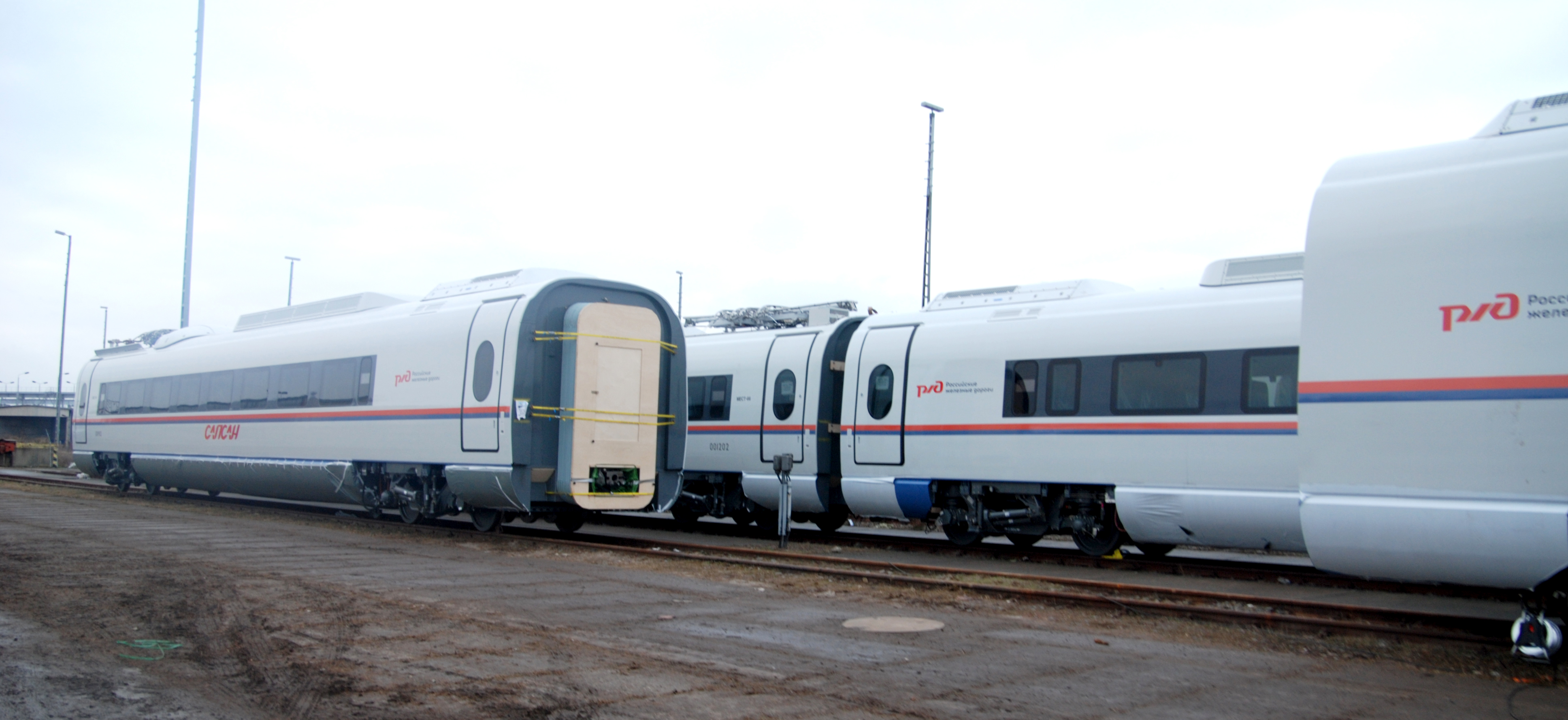
Промежуточные вагоны поезда в расцепленном состоянии

#### Кузов
Кузов вагона — цельнонесущий сварной, изготавливается из длинномерных экструдированных алюминиевых профилей. Конструкция кузова — облегчённая. Основу кузова составляет рама, к которой крепятся все прочие узлы электропоезда, включая боковые и торцевые стены, крышу и лобовую маску у головных вагонов, а также сцепные устройства.
Лобовая часть головных вагонов поезда имеет вытянутую наклонную обтекаемую форму скруглённого сечения, выпуклую на уровне рамы. В передней части поезда расположен двустворчатый обтекатель автосцепки, при необходимости раздвигающийся по бокам для возможности сцепления составов. Для возможности сцепления с другим подвижным составом на концах головных вагонов поездов первой партии (№ 01…08) установлена автосцепка СА-3. У поездов второй партии (начиная с № 09) по концам головных вагонов устанавливается автосцепка Шарфенберга с автоматическим соединением пневмомагистралей и электрическими контактами, предусматривающая возможность соединения двух составов в один поезд; для возможности сцепления с другим подвижным составом предусмотрен переходник. Позднее автосцепки Шарфенберга были установлены и у поезда ЭВС2-04. При нормальной эксплуатации автосцепка закрыта аэродинамическим обтекателем. Головной вагон оборудован системой энергопоглощения, способной поглощать при соударении энергию в 2,4 МДж. Буферные фонари с нижними красными хвостовыми огнями расположены чуть выше под наклоном, чуть выше под лобовым стеклом по центру размещён прожектор. Лобовое стекло поезда имеет выпуклую овальную форму. В верхней части лобового стекла расположены верхние красные хвостовые огни.

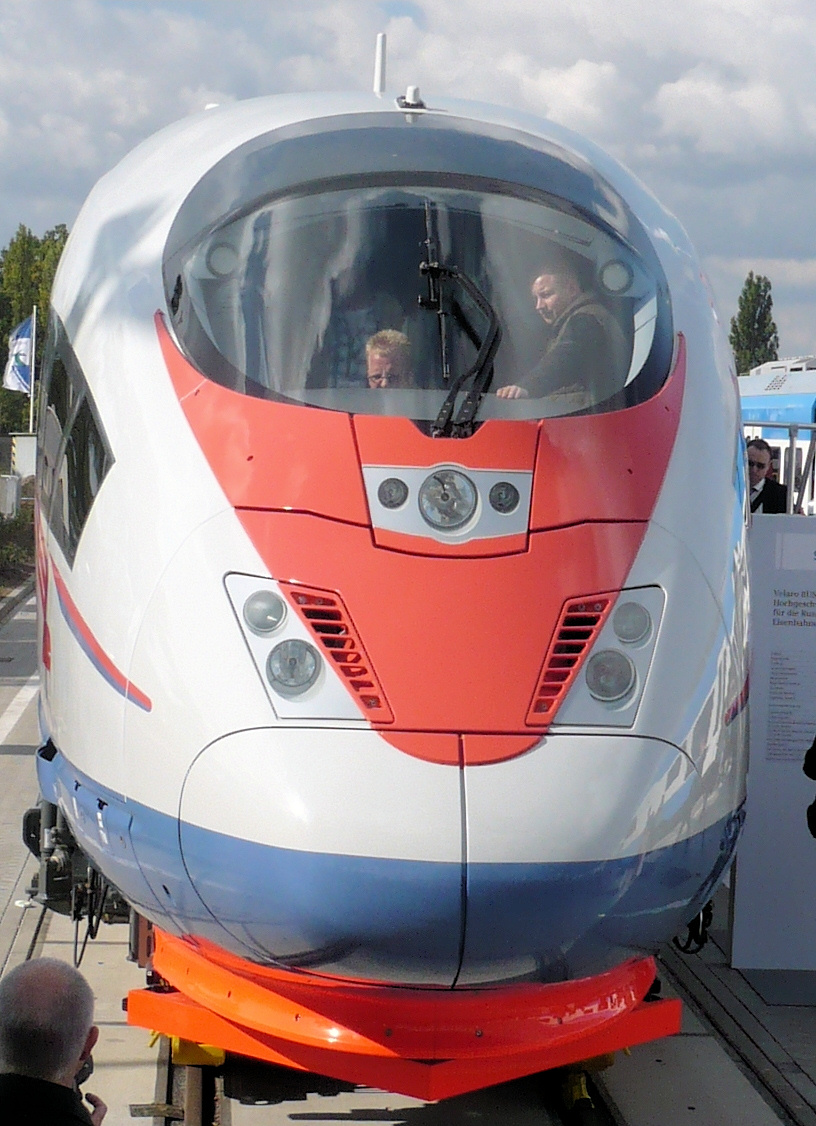
Лобовая часть поезда с закрытым носовым обтекателем
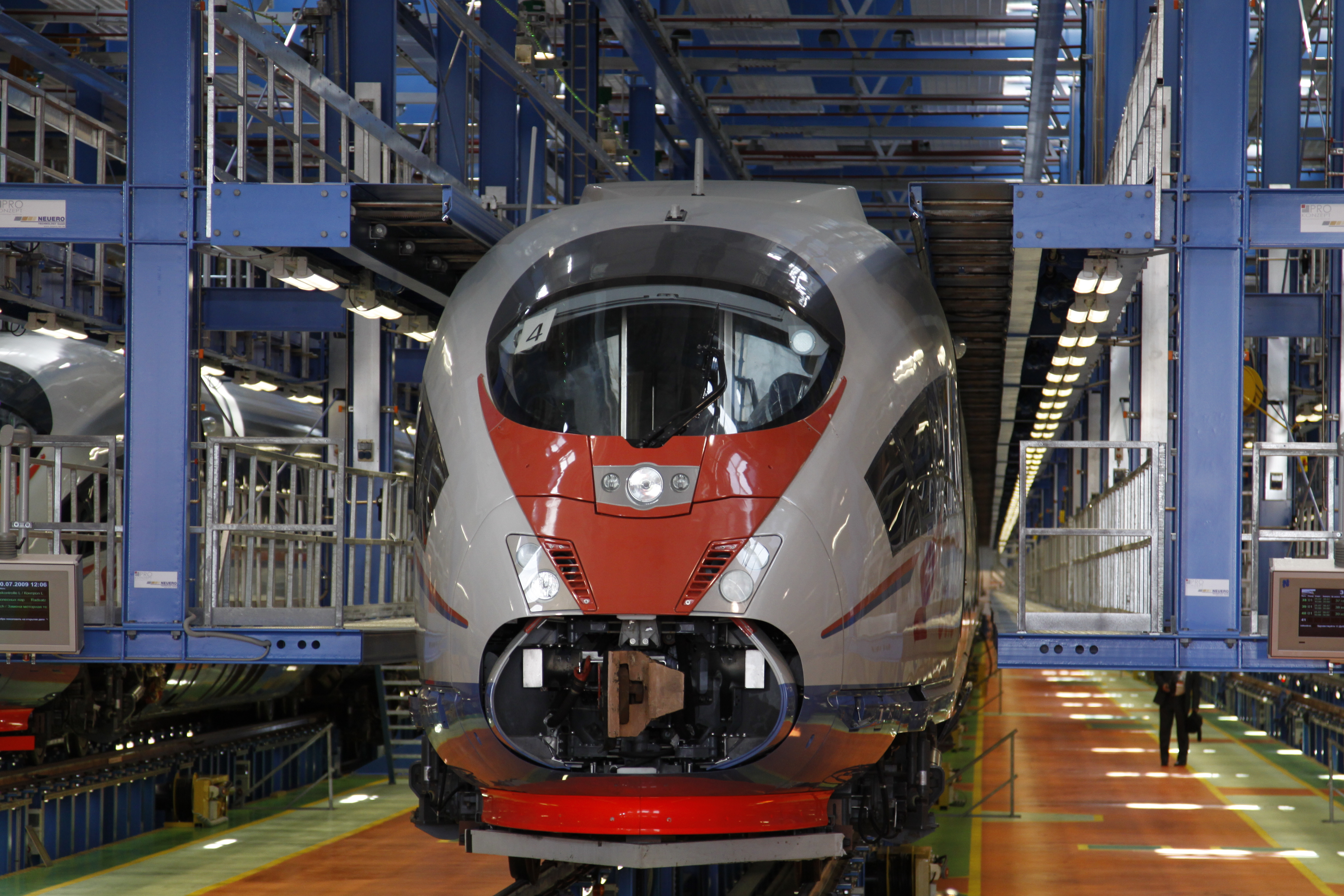
Лобовая часть поезда с автосцепкой СА-3 с открытым носовым обтекателем
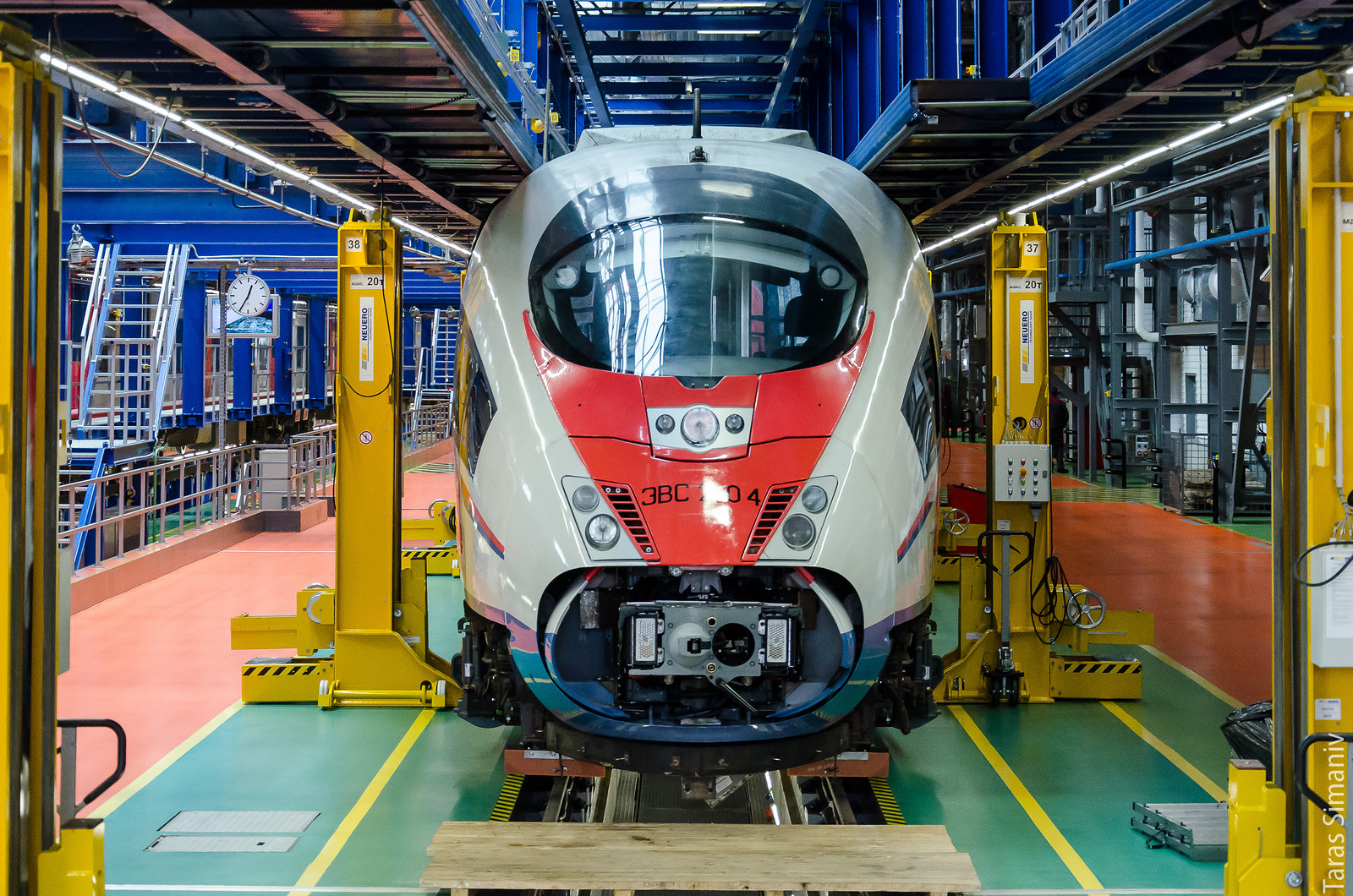
Лобовая часть поезда с автосцепкой Шарфенберга с открытым носовым обтекателем
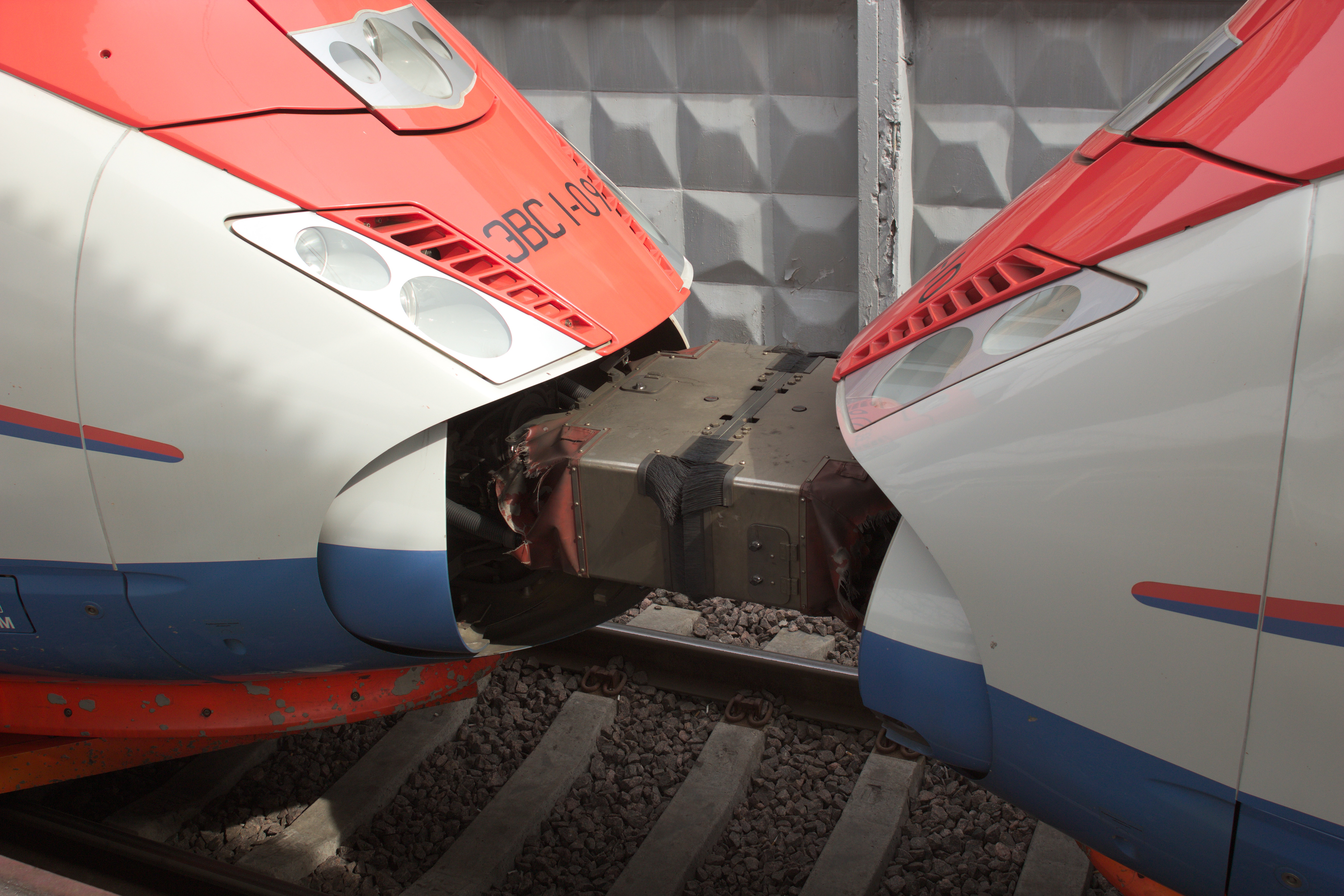
Сцепление двух электропоездов второй партии с автосцепками Шарфенберга по СМЕ

Боковые стены вагонов гладкие, имеют скруглённые углы в верхней и нижней части. Наружные двери для входа и выхода пассажиров и бригады расположены по бокам вагонов и вверху имеют согнутый профиль, повторяющий профиль боковых стенок. Двери одностворчатые, прислонно-сдвижные, имеют стёкла овальной формы, приспособлены для выхода на высокие платформы высотой 1300 мм, привод дверей — электрический. Ширина дверей составляет 900 мм, высота — 2050 мм. Двери с левой и с правой вагонов расположены симметрично друг напротив друга. У головных вагонов с каждой стороны имеется по одной двери чуть позади кабины машиниста и небольшого переднего салона, у промежуточных вагонов за исключением вагонов 5 и 6 — по две двери вблизи края вагона, у пассажирского вагона 5 — одна дверь, у вагона-бистро 6 — двери отсутствуют.

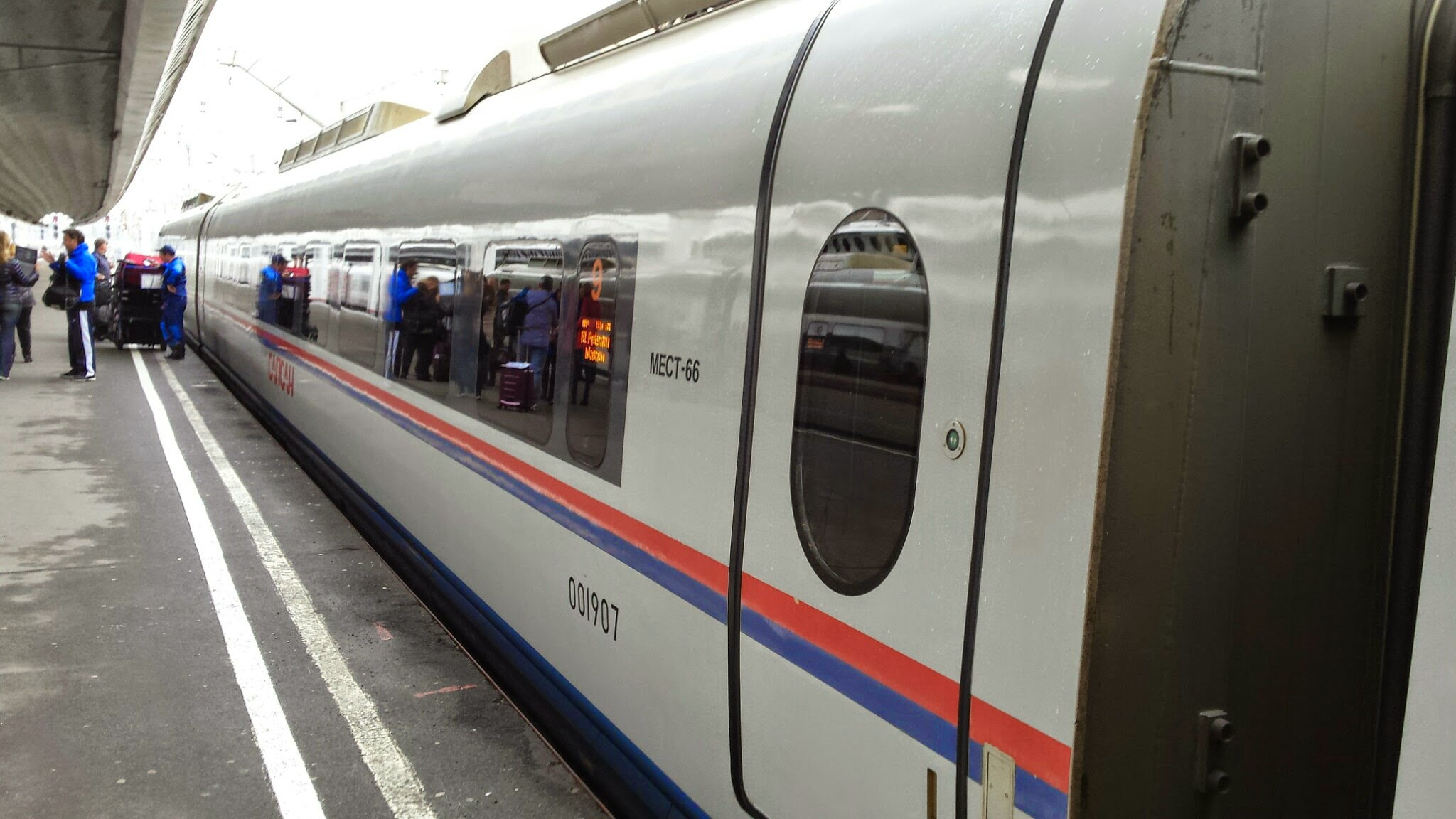
Боковая и торцевая стены промежуточного вагона 09 поезда ЭВС1-07
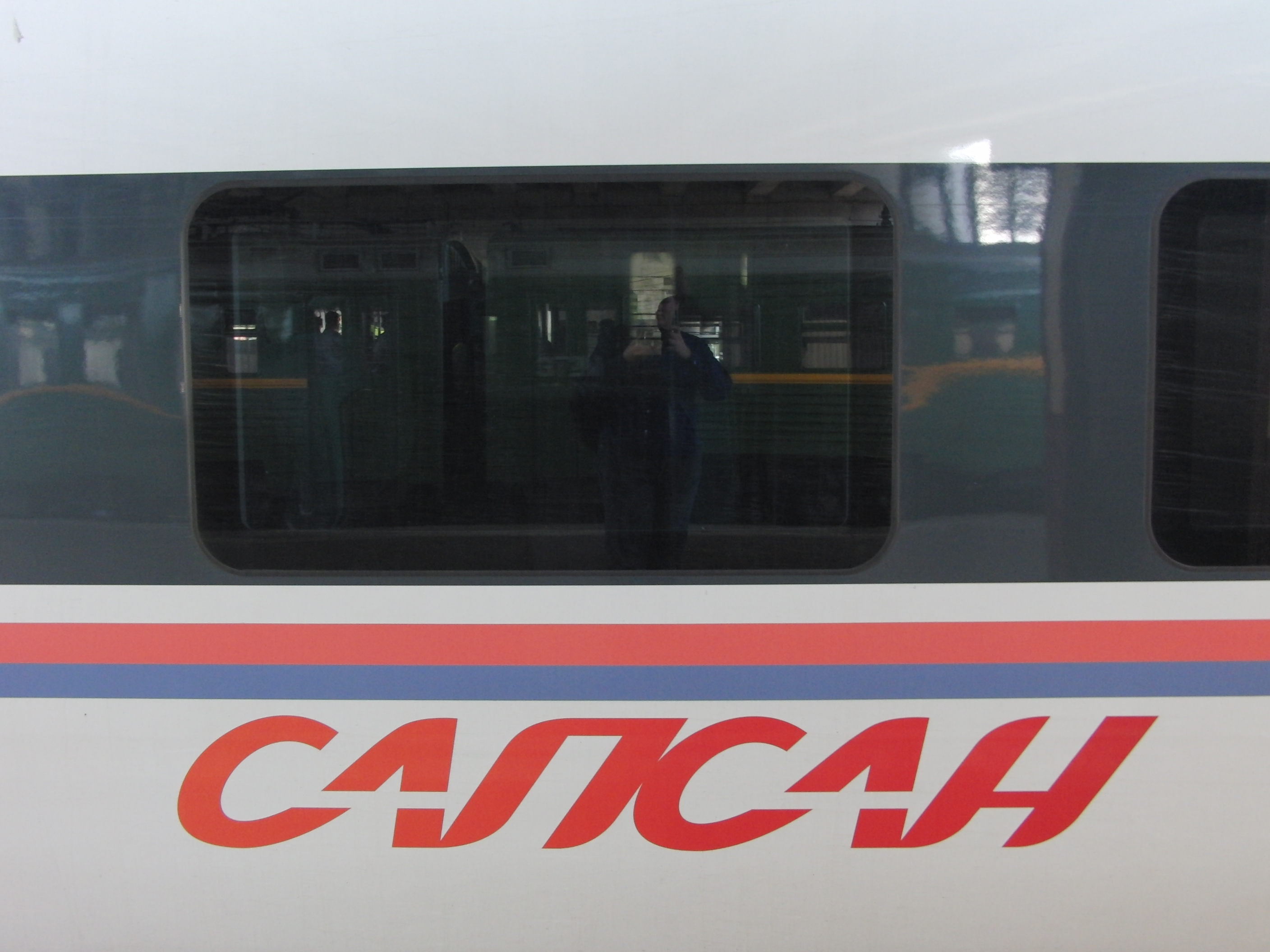
Стилизованная надпись САПСАН сбоку поезда
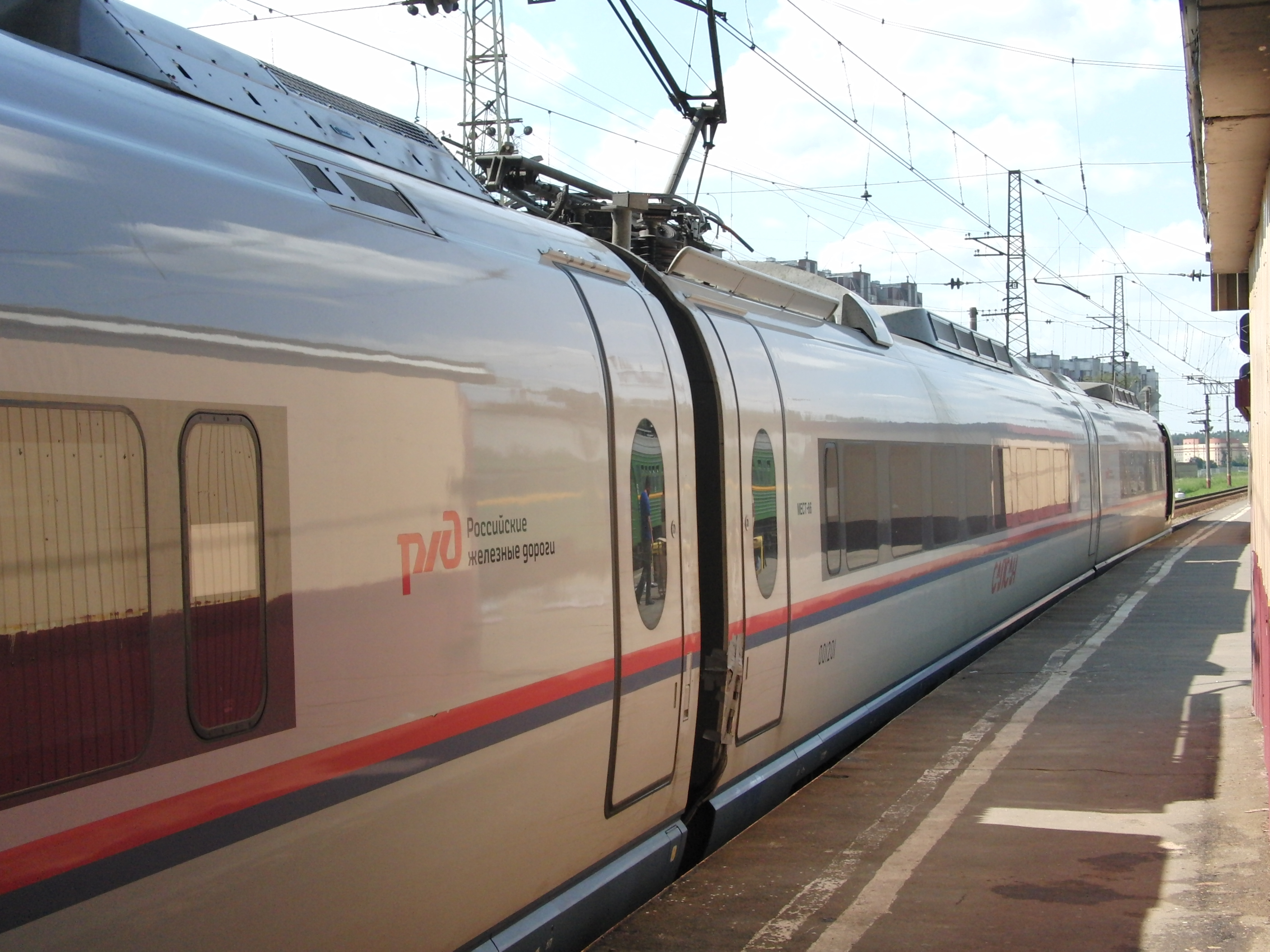
Боковые стены вагонов

Промежуточные торцевые стены вагонов гладкие, окрашены в серый цвет, с выступами боковых стенкок и крыши по краям. В стенках по центру размещены герметичные межвагонные переходы типа «гармошка». Межвагонные переходы охватывают сцепку, пневматические рукава тормозной и напорной магистрали и часть кабелей. Другая часть межвагонных электрических кабелей находится снаружи вагонов в нижней части по бокам от межвагонных переходов.

### Тележки
Тележки электропоезда имеют рессорное подвешивание. Первичное рессорное подвешивание реализуется одноповодковыми буксами, гидравлическими гасителями вертикальных колебаний и цилиндрическими винтовыми пружинами. Вторичное рессорное подвешивание реализуется при помощи пневмобаллонов, гидравлических гасителей вертикальных, поперечных колебаний и виляния. Колёсная база тележек — 2600 мм. На каждой движущей колёсной паре расположено по два тормозных диска, на необмоторенных осях — три тормозных диска. Номинальный диаметр колёс — 920 мм, изношенных — до 840 мм.

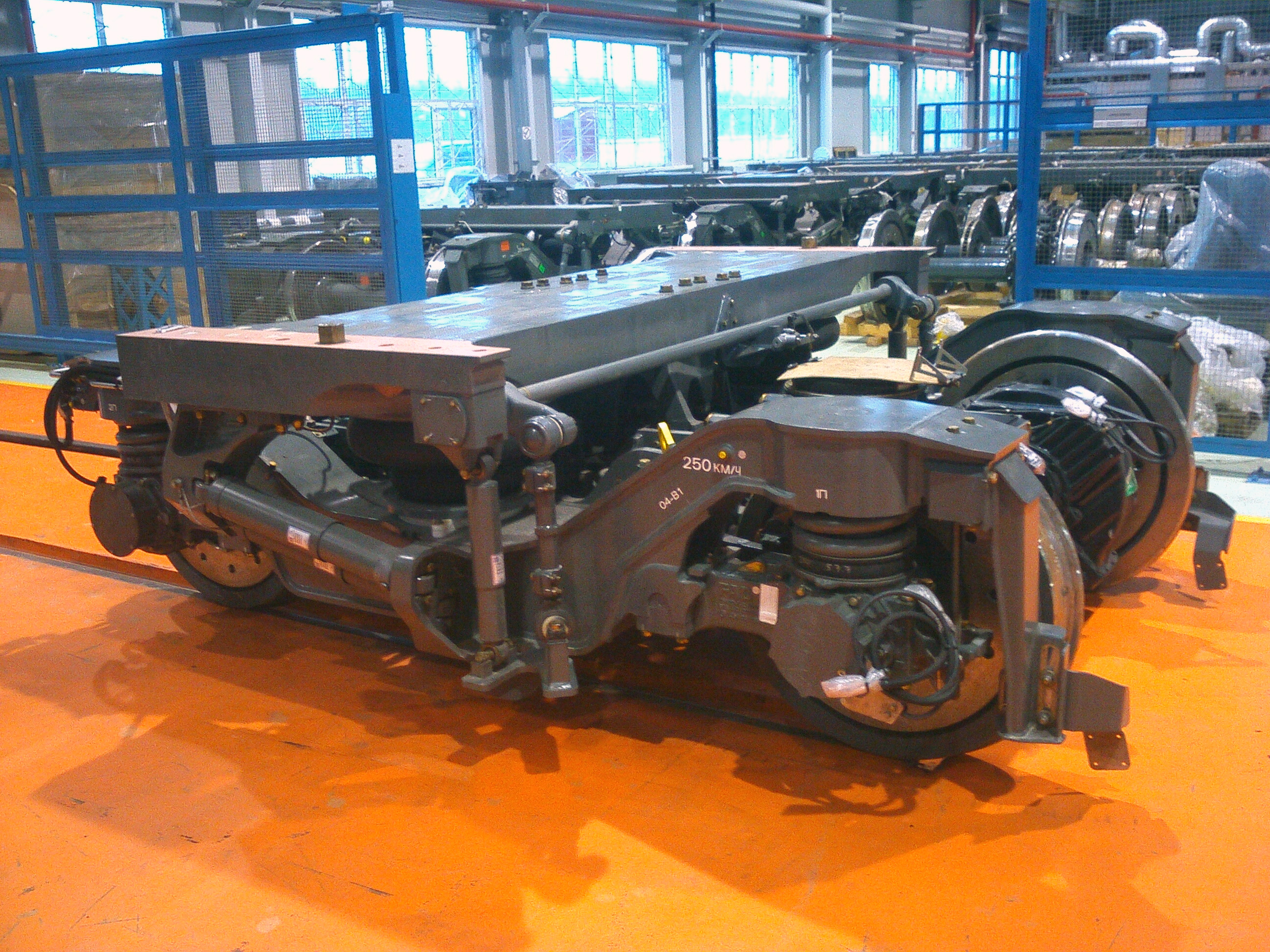
Тележка электропоезда
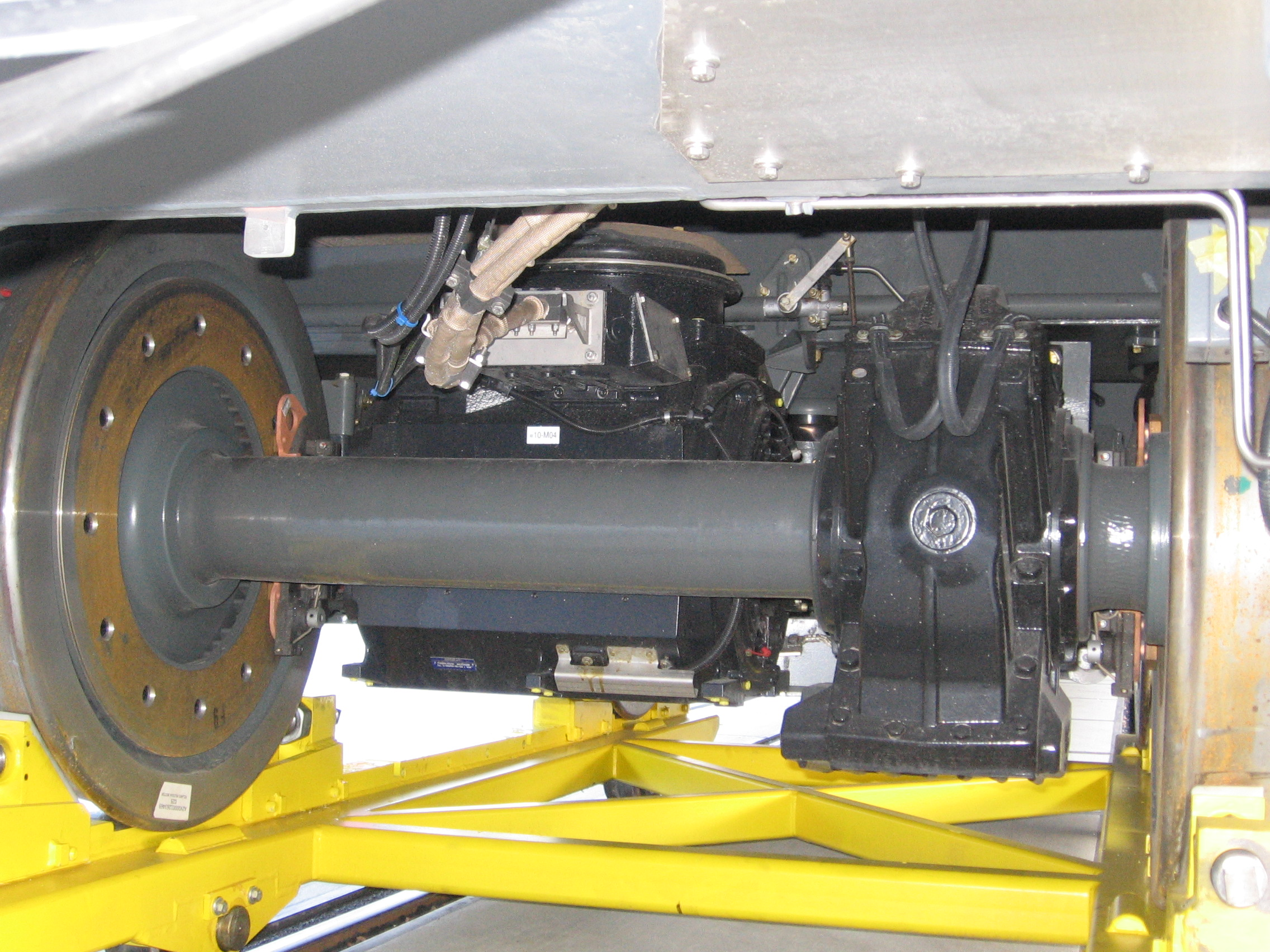
Моторная колёсная пара с редуктором

### Силовое оборудование
Силовое оборудование электропоезда спроектировано для возможности работы от переменного тока 25 кВ/50 Гц и от постоянного тока 3 кВ и состоит из двух систем: переменного и постоянного. Обе системы электрически независимы друг от друга. Система переменного тока включает в себя два связанных через крышевую проводку токоприёмника, и защищается от перепадов тока главным выключателем. В нормальном режиме движение осуществляется с одним поднятым токоприёмником. Система постоянного тока включает в себя четыре парно размещённых токоприёмника, при этом каждая пара питает только свою часть поезда. В нормальном режиме движение осуществляется с двумя поднятыми токоприёмниками.
Токоприёмники — асимметричные типа SSS400+ (для работы от переменного тока) и SSS87 (для работы от постоянного тока). Конструкция токоприёмников обеспечивает их эксплуатацию на скоростях до 400 км/ч. Производителем токоприёмников является фирма Siemens/Schunk.
Главный выключатель для работы в системе переменного тока — типа MACS (максимальная отключающая способность 18 кА). Для работы в системе постоянного тока используется главный выключатель UR 26. Производителем выключателей является фирма Secheron.

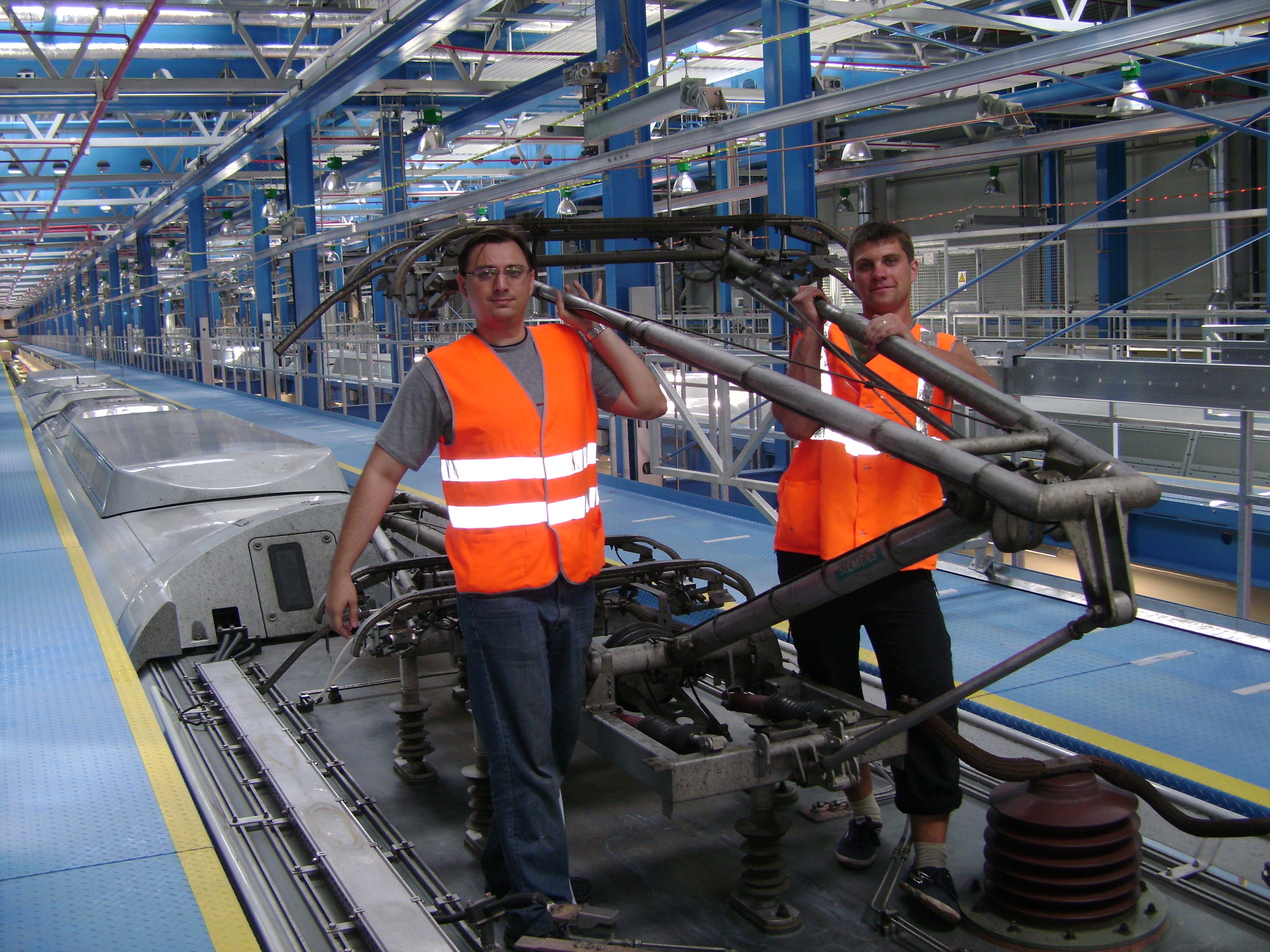
Токоприёмник SSS87 постоянного тока и изолятор (внизу справа)
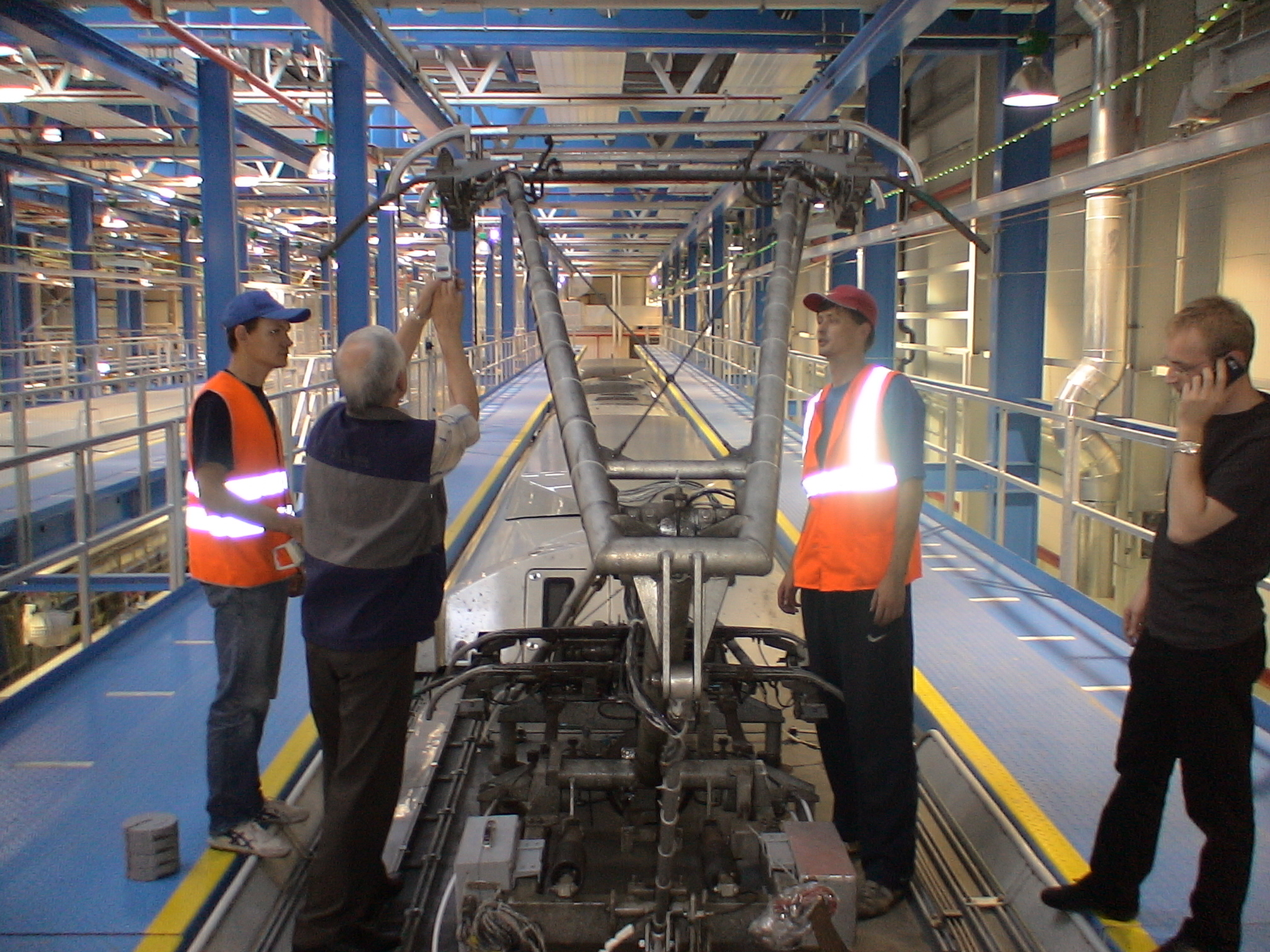
Токоприёмник SSS87 постоянного тока, вид спереди

### Тяговое оборудование

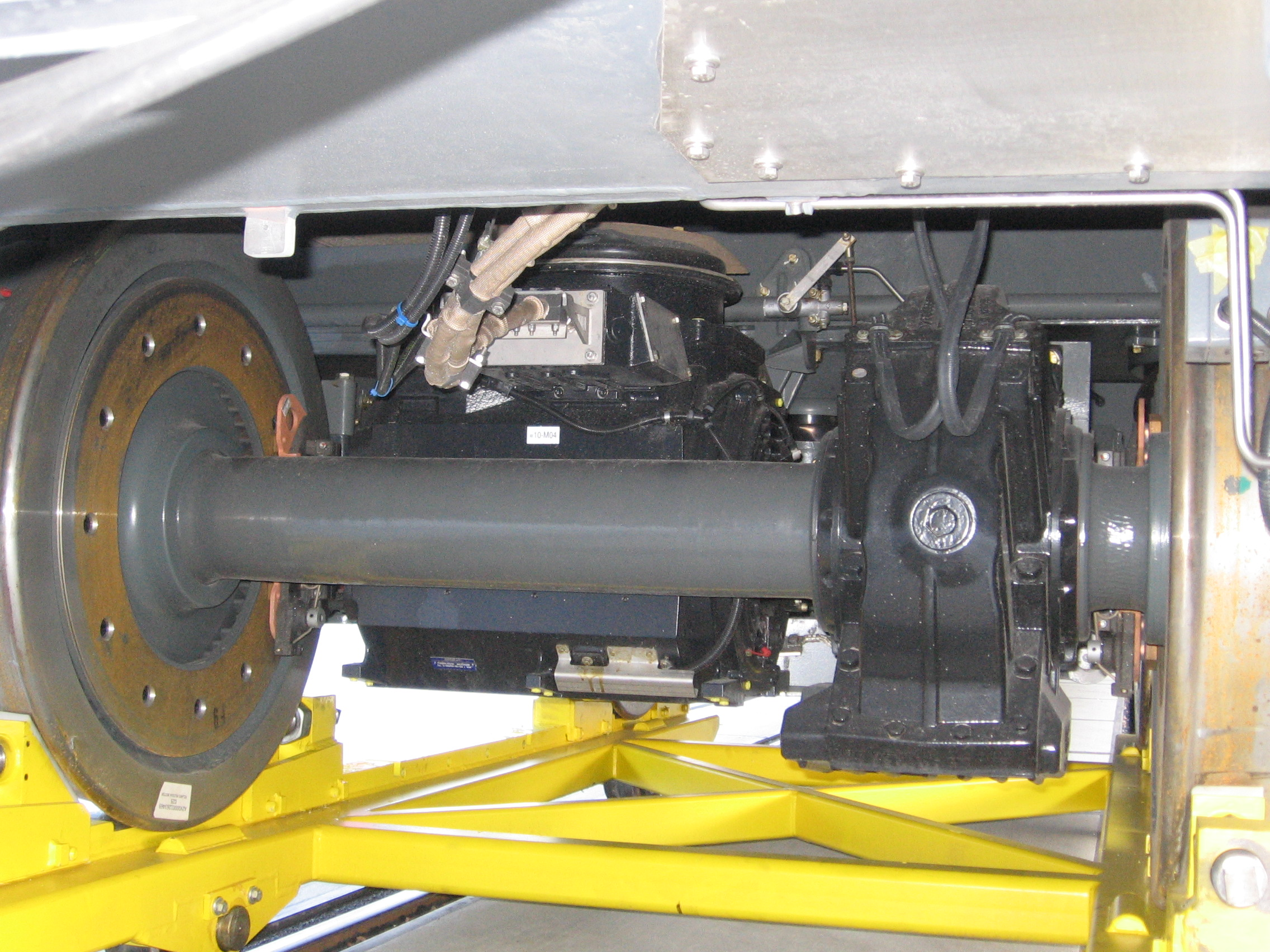
Колёсная пара моторной оси. На заднем плане за осью слева — тяговый электродвигатель.

Тяговое оборудование распределено по всем 10 вагонам поезда и представляет собой две автономно функционирующие тяговые установки, каждая из которых содержит 2 тяговых блока. В каждый блок входят: тяговый преобразователь, блок управления приводом, 4 параллельно подключённых тяговых двигателя, блок тормозных резисторов. В случае выхода из строя одного из тяговых блоков он отключается, не влияя на работу остальной системы, позволяя продолжать движение на мощности в 75 % от номинальной. Равномерное распределение тяговых блоков по подвагонному пространству обеспечивает равномерное распределение весовых нагрузок по электропоезду и оптимальное использование коэффициента сцепления.
При работе в сети переменного тока электропоезд использует два главных трансформатора, устанавливаемых в подкузовном пространстве вагона. Расчётная мощность трансформатора составляет 5460 кВт, что обеспечивает эксплуатацию поезда с максимальной скоростью 300 км/ч.
В подвагонных пространствах моторных вагонов устанавливается по четыре тяговых преобразователя (ЭВС1: G3600 D2940/920 M5 req, ЭВС2: E1550 D2940/920 M5 repq).
Тяговый электродвигатель — четырёхполюсный трёхфазный асинхронный с короткозамкнутым ротором, типа 1TB2019-1GC02 (длительная мощность 500 кВт, максимальная мощность 513 кВт, максимальная частота вращения 6000 об/мин, масса — ок. 800 кг). В каждом моторном вагоне размещено 4 ТЭД.

### Пневматическое оборудование
Тормоза — пневматические фрикционные дисковые. Воздушные компрессоры расположены в промежуточных моторных вагонах и обеспечивают воздухом также системы пневмоподвешивания тележек, управления дверьми, климата, токоприёмники, тифон, стеклоочиститель. При использовании только пневматических тормозов на полностью загруженном поезде коэффициент сцепления колеса и рельса составляет 0,13, тормозной путь при этом доходит до 2430 м (при скорости начала торможения 250 км/ч) и 1000 м (при торможении со скорости 160 км/ч). При дополнительном использовании электродинамического торможения коэффициент сцепления колеса и рельса может составлять 0,15.

## Эксплуатация
Построенные электропоезда поступили с завода в моторвагонное депо Металлострой Октябрьской железной дороги (акт приёмки от 2.12.2009). 17 декабря 2009 года электропоезд ЭВС2-04 совершил первый коммерческий рейс. 18 декабря 2009 года началась регулярная коммерческая эксплуатация электропоездов на маршруте Москва — Санкт-Петербург (поезда 151/152, 155/156, 165/166). 5 апреля 2010 года количество рейсов было увеличено до пяти (добавлены поезда 159/160, 161/162). 30 июля 2010 года началась коммерческая эксплуатация электропоездов на маршрутах Москва — Нижний Новгород (173/174) и Санкт-Петербург — Москва — Нижний Новгород (173/174 и 175/176, сняты с 31 октября 2011). В дальнейшем, количество рейсов между Москвой — Санкт-Петербургом было увеличено до семи, обращаются также дополнительные поезда. 1 июня 2014 года, в связи с внесением изменений систему нумерации, все скоростные поезда получили 700-ю нумерацию: поезда на линии Санкт-Петербург — Москва получили номера в диапазоне 751/752 — 775/776. С 1 июня 2015 года электропоезда ЭВС2, совершив последние рейсы по маршруту Москва — Нижний Новгород, были сняты с эксплуатации на данном маршруте и переведены на линию Москва — Санкт-Петербург; вместо них стали эксплуатироваться поезда «Стриж» с локомотивной тягой. С 1 марта 2018 года РЖД возобновили рейс до Нижнего Новгорода, в 2022 году рейс был снова отменён.
Конструкционная скорость поезда составляет 250 км/ч, эксплуатационная скорость ограничена 230 км/ч. Большую часть пути Москва — Санкт-Петербург поезд следует с максимальной скоростью 200 км/ч; на участке Окуловка — Мстинский мост — до 250 км/ч. На маршруте Москва — Нижний Новгород в период эксплуатации скорость поезда составляла не более 140 км/ч, на участке Петушки — Вязники — до 160 км/ч.
30 апреля 2018 года поезд «Сапсан» поставил очередной рекорд — был зафиксирован максимальный (на то время по России) показатель по числу перевезённых пассажиров в скоростном движении: 20 787 человек за день.
В 2022 году движение поездов «Сапсан» на линии Москва — Нижний Новгород было прекращено.